# UDサン・セバスティアン・デ・ロス・レジェス
ウニオン・デポルティーバ・サン・セバスティアン・デ・ロス・レジェス（Unión Deportiva San Sebastián de los Reyes）は、スペイン・マドリード州サン・セバスティアン・デ・ロス・レイエスに本拠地を置くサッカークラブ。現在はプリメーラ・ディビシオンRFEFに所属している。SSレジェスとも呼ばれる。

## 歴史
1971年、マドリード州東部にあるサン・セバスティアン・デ・ロス・レイエス初のプロクラブとして設立された。設立から14シーズンはアマチュアリーグにあたるマドリード州リーグに所属していたが、1985-86シーズンにテルセーラ・ディビシオンへと昇格した。1987-88シーズンにはセグンダ・ディビシオンBの舞台でもプレーし始め。これ以降はテルセーラとセグンダBを行き来するシーズンが続いている。2020-21シーズン、セグンダ・ディビシオンの昇格プレーオフへと進出したが、1回戦でアルヘシラスCFに敗れたため、昇格とはならなかった。

## タイトル

### 国内タイトル
- テルセーラ・ディビシオン : 3回
  - 2001-02, 2002-03, 2015-16

- なし

## 過去の成績
| シーズン | 部 | ディヴィジョン | 順位 | コパ・デル・レイ |
| -------- | -- | -------------- | ---- | ---------------- |
| 2000-01  | 3  | セグンダB      | 18位 | ベスト32         |
| 2001-02  | 4  | テルセーラ     | 1位  |                  |
| 2002-03  | 4  | テルセーラ     | 1位  | ベスト64         |
| 2003-04  | 3  | セグンダB      | 13位 | ベスト64         |
| 2004-05  | 3  | セグンダB      | 14位 |                  |
| 2005-06  | 3  | セグンダB      | 10位 |                  |
| 2006-07  | 3  | セグンダB      | 6位  |                  |
| 2007-08  | 3  | セグンダB      | 19位 | 1回戦敗退        |
| 2008-09  | 4  | テルセーラ     | 13位 |                  |
| 2009-10  | 4  | テルセーラ     | 13位 |                  |
| 2010-11  | 4  | テルセーラ     | 4位  |                  |
| 2011-12  | 3  | セグンダB      | 14位 |                  |
| 2012-13  | 3  | セグンダB      | 17位 |                  |
| 2013-14  | 4  | テルセーラ     | 4位  |                  |
| 2014-15  | 4  | テルセーラ     | 6位  |                  |

| シーズン | 部 | ディヴィジョン | 順位    | コパ・デル・レイ |
| -------- | -- | -------------- | ------- | ---------------- |
| 2015-16  | 4  | テルセーラ     | 1位     |                  |
| 2016-17  | 3  | セグンダB      | 16位    | 1回戦敗退        |
| 2017-18  | 3  | セグンダB      | 9位     |                  |
| 2018-19  | 3  | セグンダB      | 8位     |                  |
| 2019-20  | 3  | セグンダB      | 20位    | 2回戦敗退        |
| 2020-21  | 3  | セグンダB      | 1位/2位 |                  |
| 2021-22  | 3  | プリメーラRFEF |         | 2回戦敗退        |

- 1シーズン - プリメーラ・ディビシオンRFEF
- 19シーズン - セグンダ・ディビシオンB
- 16シーズン - テルセーラ・ディビシオン

## 歴代監督
- マキシモ・エルナンデス 1994-1995
- カンタレロ 1995-1999
- エステバン・ベッカー 2003-2004
- アントニオ・イリオンド 2004-2005
- アルベルト・フェリ 2007-2008
- アルバロ・ガルシア・モレノ 2010-2013
- フアン・サバス 2013-2014
- アルフレド・サンタエレナ 2016-2018
- フリオ・アルガール 2017-2018
- マヌエル・カノ 2018-2020
- マルコス・ヒメネス 2020-

## 歴代所属選手
- ハビエル・パティーニョ 2008-2011